# Nové Sady (okres Vyškov)
Nové Sady (německy Neustift) leží v severozápadní části okresu Vyškov (oblast Drahanské vrchoviny). Žije zde 100 obyvatel. Nadmořská výška obce je 550 m. Katastrem obce protéká řeka Velká Haná. Obec je ze tří stran obklopena vojenským újezdem Březina a její součástí je i vesnice Březina.

## Název
Původní název obce je Nebštych (odvozené od německého Neustift), od roku 1896 se obec jmenovala Novosoday a roku 1925 byla přejmenována na Nové Sady.

## Historie
První zmínka o obci pochází z roku 1426. Součástí obce je osada Březina, která byla založena kolem roku 1765. Název obce je odvozen od původního březového porostu. Za druhé světové války v roce 1943 byla obec, spolu s okolními obceni, vystěhována a znovu osídlena byla až po válce roku 1945.

## Obyvatelstvo

### Struktura
V obci k počátku roku 2016 žilo celkem 110 obyvatel. Z nich bylo 59 mužů a 51 žen. Průměrný věk obyvatel obce dosahoval 45,5 let. Dle Sčítání lidu, domů a bytů provedeném v roce 2011, kdy v obci žilo 87 lidí. Nejvíce z nich bylo (16,1%) obyvatel ve věku od 30 do 39 let. Děti do 14 let věku tvořily 3,4 % obyvatel a senioři nad 70 let úhrnem 12,6 %. Z celkem 84  občanů obce starších 15 let mělo vzdělání 39,3 % střední vč. vyučení (bez maturity). Počet vysokoškoláků dosahoval 8,3 % a bez vzdělání bylo naopak 1,2 % obyvatel. Z cenzu dále vyplývá, že ve městě žilo 39 ekonomicky aktivních občanů. Celkem 76,9 % z nich se řadilo mezi zaměstnané, z nichž 61,5 % patřilo mezi zaměstnance, 5,1 % k zaměstnavatelům a zbytek pracoval na vlastní účet. Oproti tomu celých 54 % občanů nebylo ekonomicky aktivní (to jsou například nepracující důchodci či žáci, studenti nebo učni) a zbytek svou ekonomickou aktivitu uvést nechtěl. Úhrnem 35 obyvatel obce (což je 40,2 %), se hlásilo k české národnosti. Dále 26 obyvatel bylo Moravanů a 1 Slováků. Celých 30 obyvatel obce však svou národnost neuvedlo.
Vývoj počtu obyvatel za celou obec i za jeho jednotlivé části uvádí tabulka níže, ve které se zobrazuje i příslušnost jednotlivých částí k obci či následné odtržení.
| Místní části (rok přičlenění k obci) | Místní části (rok přičlenění k obci)      | 1791 | 1834 | 1869 | 1880 | 1890 | 1900 | 1910 | 1921 | 1930 | 1950 | 1961 | 1970 | 1980 | 1991 | 2001 | 2013 |
| ------------------------------------ | ----------------------------------------- | ---- | ---- | ---- | ---- | ---- | ---- | ---- | ---- | ---- | ---- | ---- | ---- | ---- | ---- | ---- | ---- |
| Počet obyvatel                       | část Nové Sady (dříve Novosady, Nebštych) | 120  | 171  | 218  | 215  | 252  | 289  | 298  | 292  | 256  | 145  | 154  | 141  | 124  | 89   | 78   | 88   |
| Počet obyvatel                       | část Březina                              | 80   | 97   | 138  | 190  | 189  | 173  | 194  | 176  | 160  | 114  | 130  | 120  | 75   | 53   | 39   | 2    |
| Počet obyvatel                       | celá obec                                 | 200  | 268  | 356  | 405  | 441  | 462  | 492  | 468  | 416  | 259  | 284  | 261  | 199  | 142  | 117  | 90   |
| Počet domů                           | část Nové Sady                            | 19   | 22   | 32   | 36   | 36   | 42   | 49   | 50   | 52   | 49   | 74   | 39   | 38   | 42   | 42   | 42   |
| Počet domů                           | část Březina                              | 13   | 18   | 21   | 29   | 30   | 32   | 34   | 35   | 35   | 37   | -    | 32   | 27   | 33   | 33   | 33   |
| Počet domů                           | celá obec                                 | 32   | 40   | 53   | 65   | 66   | 74   | 83   | 85   | 87   | 86   | 74   | 71   | 65   | 75   | 75   | 75   |

## Pamětihodnosti
- Zvonice
- Kříž před zvonicí
- Boží muka v polích

## Galerie

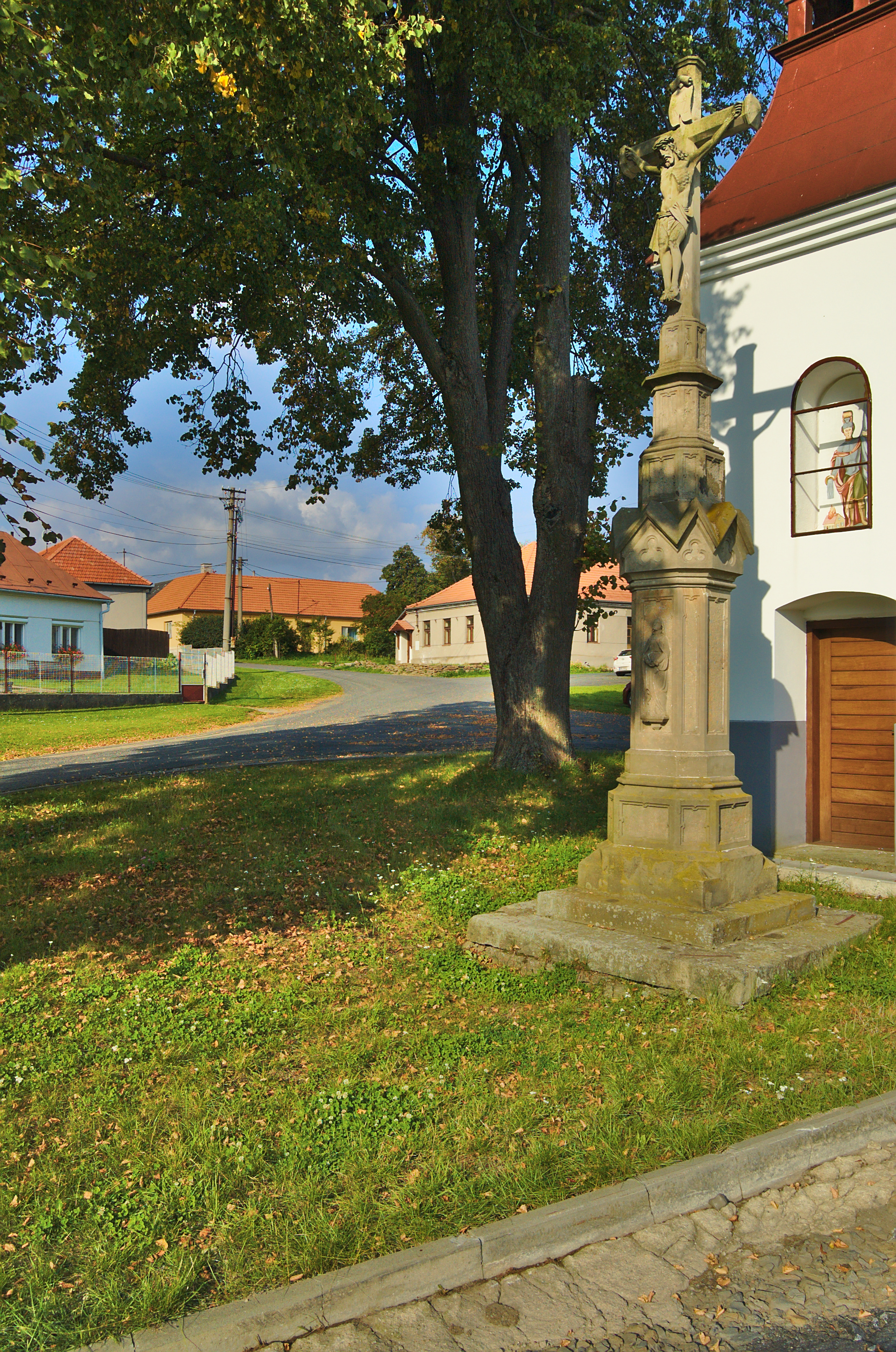
Kříž před zvonicí na návsi
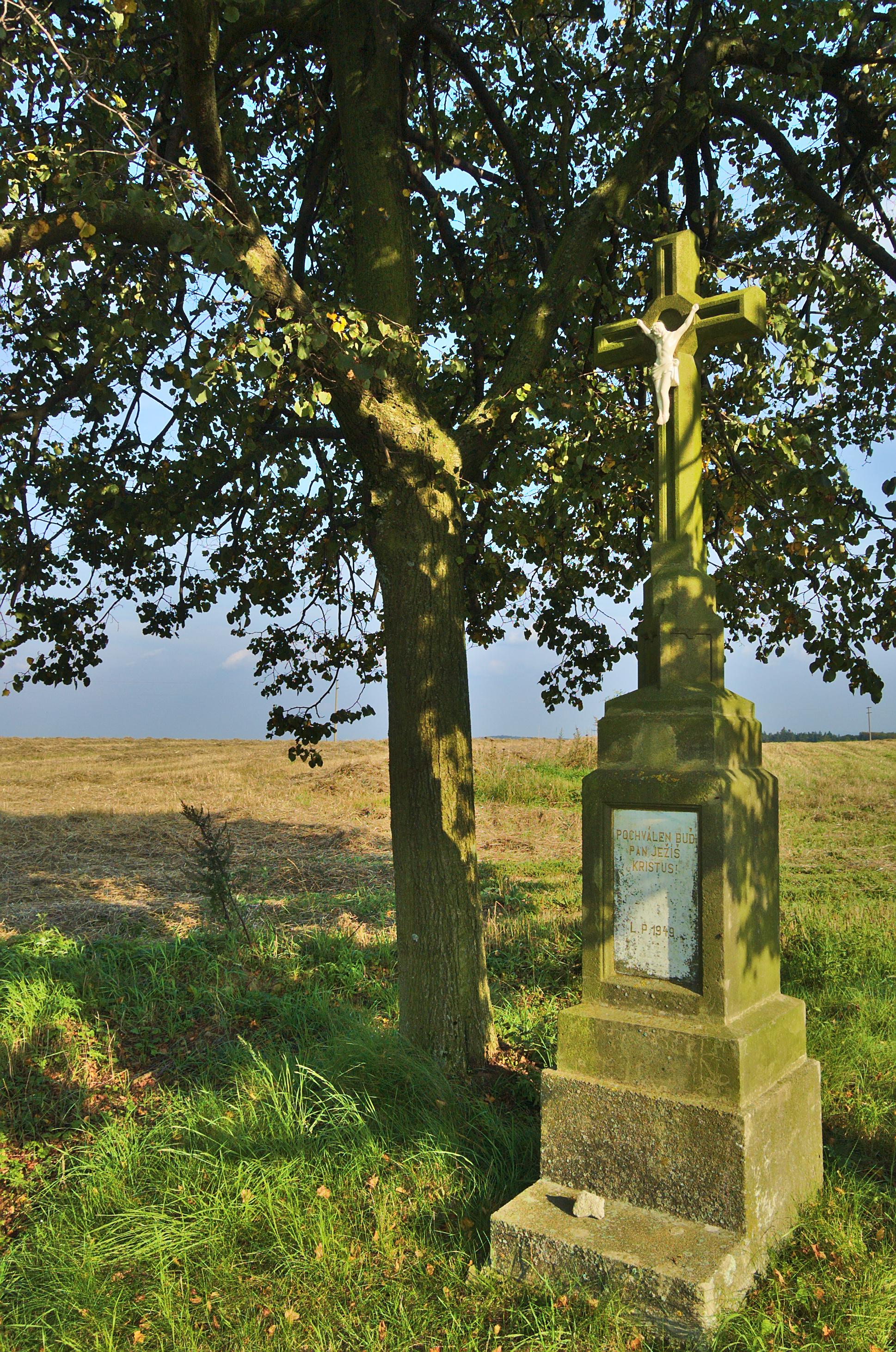
Kříž v polích jižně od obce
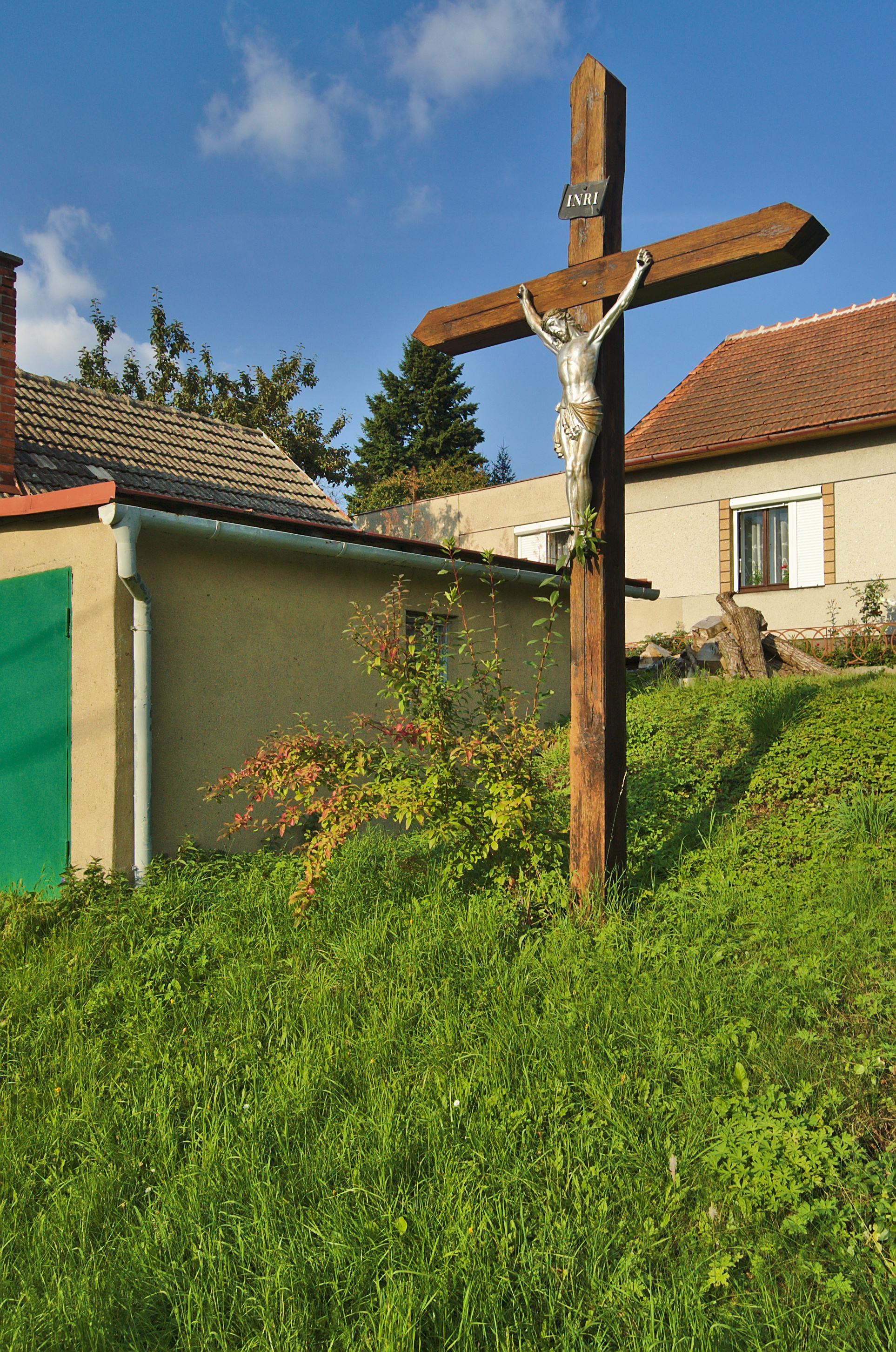
Kříž v západní části obce
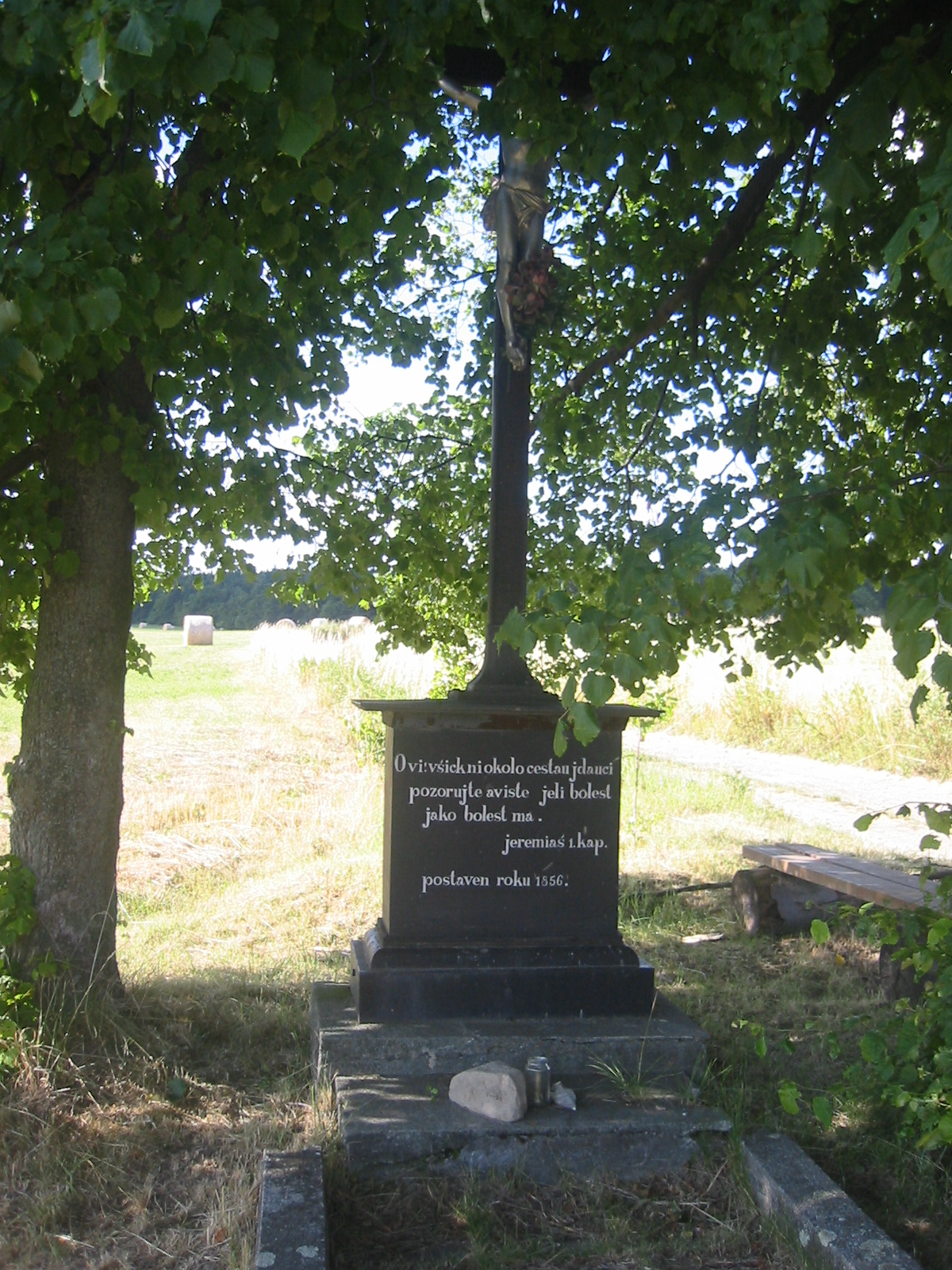
Kříž u odbočky z hlavní silnice do vesnice
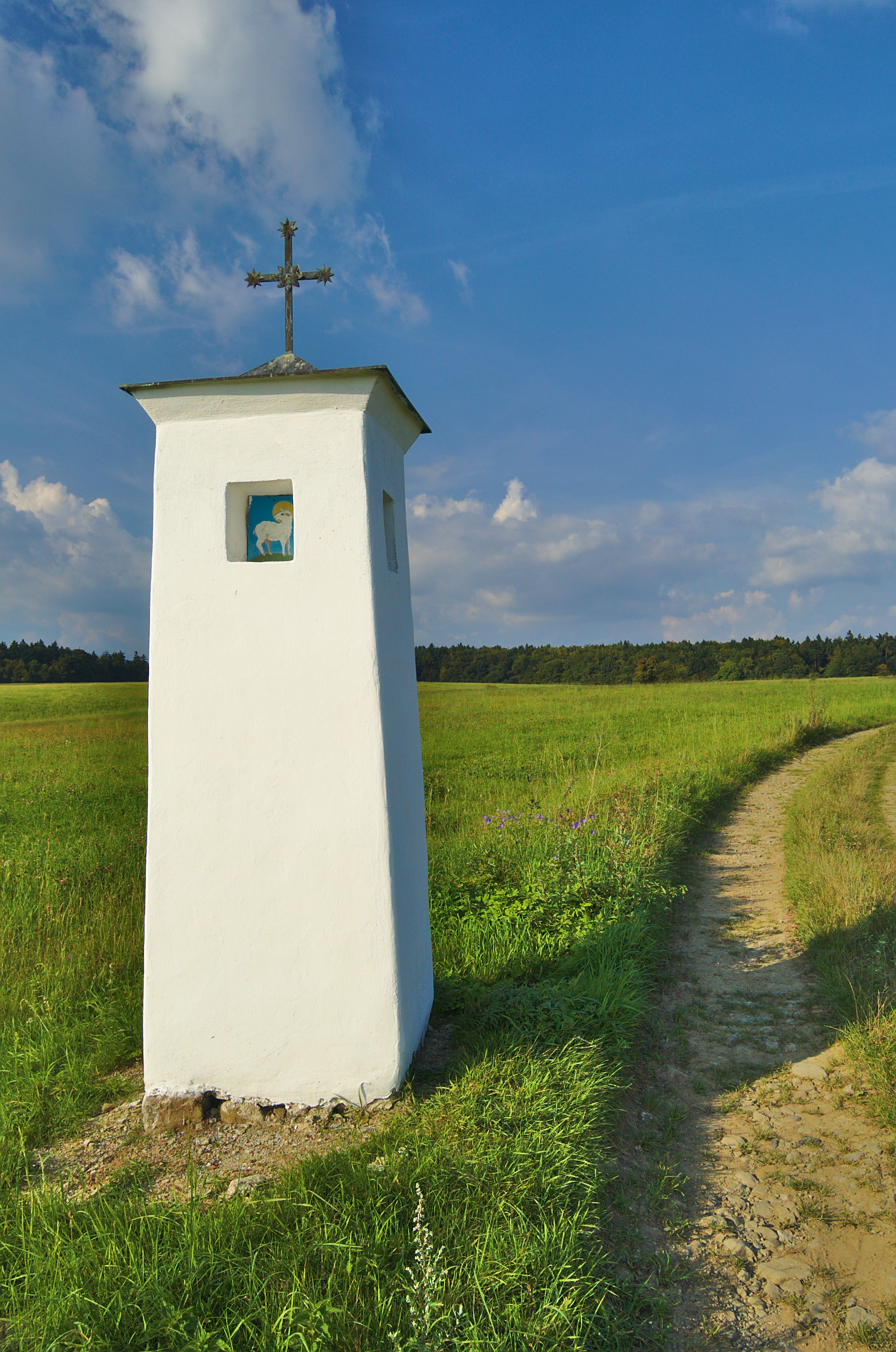
Boží muka v polích
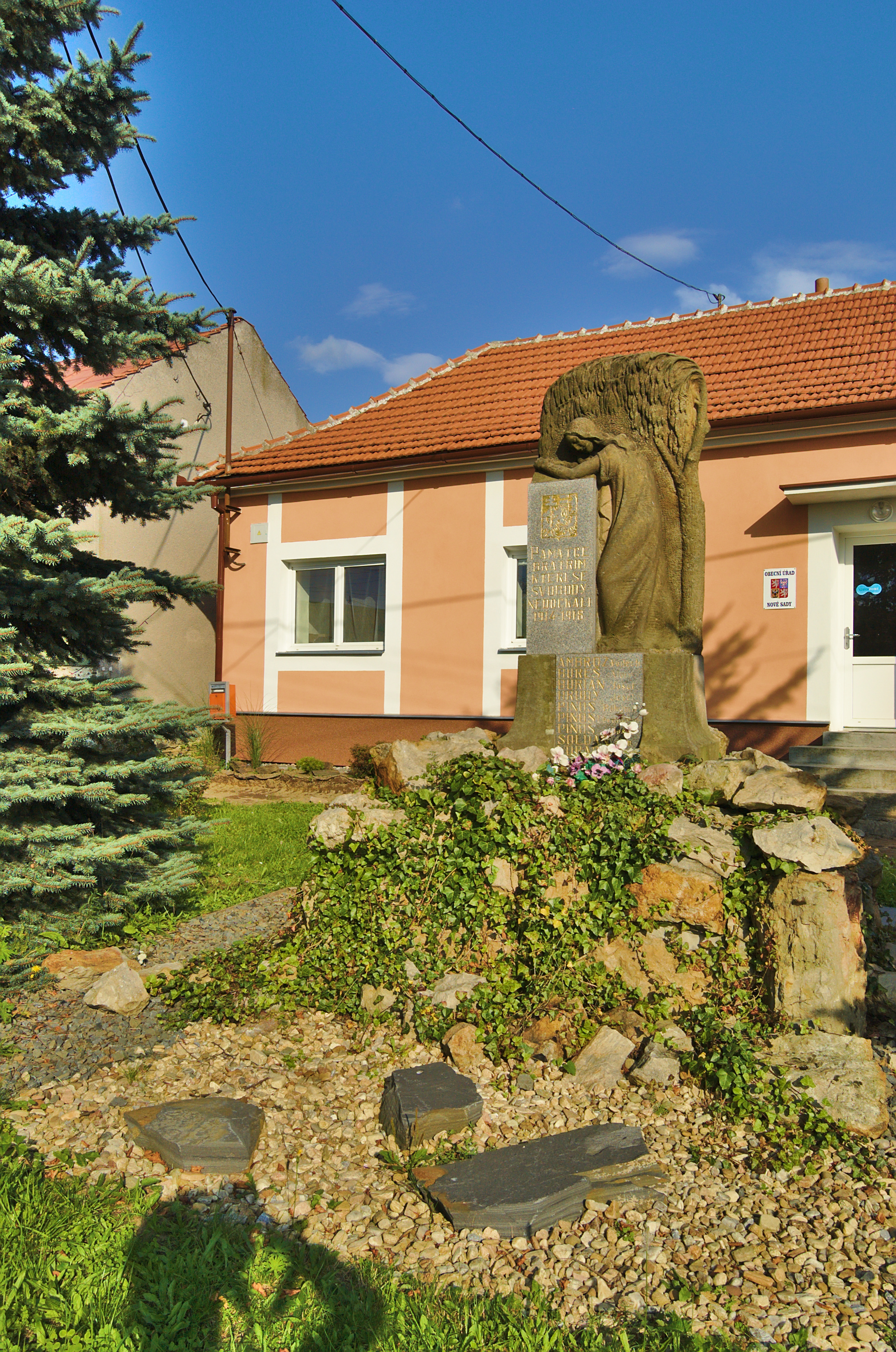
Památník obětem první světové války a obecní úřad